# Saturnia microphthalmica
Saturnia microphthalmica är en fjärilsart som beskrevs av Schultz. 1909. Saturnia microphthalmica ingår i släktet Saturnia och familjen påfågelsspinnare. Inga underarter finns listade.